# نووا زاگورا
نووا زاگورا شهری در استان اسلیون کشور بلغارستان است که جمعیت آن در سال ۲۰۰۱ میلادی ۲۵٬۴۵۳ نفر بوده‌است.